# Lorenzo Cancian
Lorenzo Cancian (Sarre, 30 luglio 1958) è un ex sciatore alpino italiano.
In carriera ha ottenuto un piazzamento nei primi 10 in una gara di Coppa del Mondo, chiudendo al decimo posto la discesa libera di Villars-sur-Ollon del 1º febbraio 1979.
Cessata l'attività agonistica ha intrapreso quella di allenatore delle rappresentative sciistiche della Valle d'Aosta.

## Palmarès

### Coppa del Mondo
- Miglior piazzamento in classifica generale: 60º nel 1979